# Dvouhrotec tuhý
Dvouhrotec tuhý, též sobík tuhý, je druh mechu.

## Znaky
Lodyžka je asi 5 cm vysoká, porosty polštářovité, žlutozelené až tmavozelené, nepatrně plstnaté. Lístky jsou velmi lámavé, ztuha přímé, z kopinaté báze vytažené ve žlábkovitě vydutou špičku.

## Možnost záměny
Podobný je D. viride, má však čepel ze dvou vrstev buněk a za sucha kadeřavé listy. Dále ho můžeme zaměnit s Orthodicranum flagellare.

## Stanoviště
Vyskytuje se na borce a trouchnivém dřevě.

## Rozšíření
Od nižších poloh střední Evropy až do subalpínských poloh Alp (evropsko-severoamerický druh).